# Irene Diet
Irene Diet (* 6. Februar 1959 in Leipzig) ist eine deutsche Schriftstellerin und Anthroposophin.

## Leben
Diet studierte von 1977 bis 1982 Geschichtswissenschaften an der Karl-Marx-Universität Leipzig mit Abschluss als Diplom-Historikerin. 1985 verließ sie die DDR und setzte in Paris ihr Studium von Geschichte und Philosophie an der Sorbonne fort. Seit 1989 ist sie als freischaffende Autorin, Vortragende und Seminarleiterin in Deutschland, Schweiz und Ungarn tätig. 1996 trat sie nach einigen Jahren Mitgliedschaft aus der Anthroposophischen Gesellschaft aus. Seit 2002 lebt sie in Berlin. Sie ist die Mitbegründerin des IGNIS Verlags.
Sie stammt aus einer in der jüngeren Geschichte bekannten Familie: Ihre Großmutter Gertrud Bobek (geb. Denner) lernte in ihrer Jugend den späteren Mitbegründer der Christengemeinschaft, Friedrich Rittelmeyer, kennen, der großen Eindruck auf sie machte.

## Veröffentlichungen

### Als Herausgeberin
- Rudolf Steiner: Mein Lebensgang. Studienausgabe nach dem Erstdruck, wie er in der Wochenschrift Das Goetheanum erschienen ist, unter besondere Berücksichtigung des Manuskripts, herausgegeben und mit einem ausführlichen Nachwort versehen von Irene Diet, Thun (CH) 2016, ISBN 978-3-906482-08-8

### Als Autorin
- Jules und Alice Sauerwein und der Kampf um die Anthroposophie in Frankreich. Zeist (NL) 1998, ISBN 978-3-906482-02-6
- Zur Entstehung und Entwickelung der okkulten Logen des Westens. Manfred Schmidt-Brabant und der Logenimpuls. Dübendorf (CH) 2001, ISBN 978-3-906482-00-2
- Die wahre Freimaurerei und ihre Gegenbilder. Der Kampf Rudolf Steiners um die Zusammenführung von Kain- und Abelströmung. Anthroposophie und Frauenfrage. Die Arbeit am zukünftigen Menschen. Dietlikon (CH) 2013, 2. Auflage, ISBN 978-3-906482-07-1
- Die entgeistigte Wiederverkörperung. Kommentare zu angeblichen Karma- und Reinkarnationserscheinungen unserer Zeit. Dübendorf (CH) 2000, ISBN 978-3-906482-01-9
- Gefangenschaft der Geistesleere. Vom Rätsel des Zusammenhangs zwischen Welterkenntnis und Selbsterkenntnis. Dübendorf (CH) 2003, ISBN 978-3-906482-03-3
- Die Stummen. Roman. Dietlikon (CH) 2010, ISBN 978-3-906482-05-7
- Das Geheimnis der Sprache Rudolf Steiners. Vom ungelösten Rätsel des Verstehens. Dietlikon (CH) 2011, ISBN 978-3-906482-06-4
- Ist die «Rudolf Steiner Gesamtausgabe» das Werk Rudolf Steiners? Eine historische Studie. Dietlikon (CH) 2013, ISBN 978-3-906482-09-5
- Welches Recht hat Rudolf Steiner selbst an seinem Werk? Anmerkungen zum Projekt des Rudolf Steiner Archivs, bis 2025 die Gesamtausgabe abzuschließen. Thun (CH) 2016, ISBN 978-3-906482-10-1

### Fremdsprachige Ausgaben
- La réincarnation sans l’esprit. Histoire d’une contre-vérité. traduit par Pierre Diet, Paris 2002, ISBN 2-85248-232-0
- Imprisoned in the Spiritual Void. The Riddle of the Relation between World-Knowledge and Self-Knowledge in Rudolf Steiner’s Work. übersetzt von Graham B. Rickett. Dübendorf (CH) 2003, ISBN 978-3-906482-04-0